# Mohammed Oufkir
Mohammed Oufkir, född den 14 maj 1920 i Bouarfa i Marocko, död den 16 augusti 1972, var en marockansk general och politiker.

## Biografi
Oufkirs farfars far kom ursprungligen från Sidi Bel Abbès i Algeriet. Han flydde regionen och bosatte sig i Boudnib efter den franska invasionen av landet i mitten av 1800-talet. Hans familj hade en zawiya i Sidi Bel Abbès och är av sharifiansk härkomst med härstamning från Idris II.
Under andra världskriget tjänstgjorde han i franska armén i Italien 1944 där han erhöll Croix de Guerre. Han tilldelades också Silver Star 1944 av generalmajor Alfred M. Gruenther, general Clarks stabschef, efter slaget om Monte Cassino. Efter kriget kämpade han med franska styrkor i Vietnam 1947-1949, där hans tapperhet hedrades som "legendarisk". År 1949 befordrades han kapten och tilldelades Hederslegionen.
Som kung Hassan II:s högra hand under 1960- och början av 1970-talet ledde Oufkir den statliga övervakningen av politiker, fackföreningsmedlemmar och det religiösa etablissemanget. Han undertryckte kraftigt politiska protester genom polisiära och militära tillslag, genomträngande spionage från regeringens sida, skenrättegångar och många utomrättsliga åtgärder såsom mord och påtvingade försvinnanden. Han var en fruktad figur i oliktänkande kretsar, och han ansågs stå utomordentligt nära makten. Ett av hans mest kända offer tros ha varit den framträdande tredjevärlden-politikern Mehdi Ben Barka, som ”försvann” i Paris 1965. En fransk domstol dömde Oufkir för mordet.
År 1967 utsågs Oufkir till inrikesminister och kunde kraftigt öka sin makt genom direkt kontroll över större delen av säkerhetsetablissemanget. Efter en misslyckad republikansk militärkupp 1971 utnämndes han till stabschef och försvarsminister, och satte igång att rensa armén och befrämja sina personliga anhängare. Hans dominans av Marockos politiska scen var nu nästan total, med kungen alltmer beroende av honom.
Oufkir anklagades för att 1972 ha planerat ett kuppförsök mot kung Hassan II. Fastän officiella källor hävdade att generalen hade begått självmord till följd av den misslyckade kuppen, skriver hans dotter, Malika Oufkir, i sin bok Stolen Lives, att hon sett fem skottskador i sin fars kropp, alla i lägen som inte överensstämmer med ett självmord. Det är numera allmänt accepterat utanför de officiella kretsarna att Oufkir avrättades av styrkor lojala med den marockanska monarkin.
På order av kungen blev Oufkirs hela familj sedan skickad till ett hemligt fångläger i öknen. De släpptes inte förrän 1991, efter amerikanska och europeiska påtryckningar på regeringen. Efter fem år med närgången polisövervakning flydde de till Frankrike.

## Hedersbetygelser
- Officier de la Légion d'honneur (1949)
- Chevalier de la Légion d'honneur (1947)
- Croix de guerre 1939-1945
- Croix de guerre des Théâtres d'operationer extérieures
- Silver Star  (1944)